# Une histoire populaire de la France
Une histoire populaire de la France : De la guerre de Cent Ans à nos jours est un livre de l'historien français Gérard Noiriel, publié en 2018.

## Analyse critique

### Une «histoire populaire»
L'ouvrage de Gérard Noiriel, long de plus de 800 pages, résulte d'une décennie d'écriture individuelle, consécutive à une proposition des éditions Agone. Il est voulu comme une synthèse de l'histoire nationale, qui restitue les travaux antérieurs de son auteur ainsi que ceux de ses pairs, avec une vocation civique et une volonté d'éclairer le présent,. De fait, les domaines de recherche de Gérard Noiriel — histoires de l'immigration, de la classe ouvrière et du racisme — sont omniprésents dans le récit qu'il entreprend,.
Le livre s'inscrit dans le sillage des ouvrages Une histoire populaire des États-Unis (Howard Zinn, 1980) — référence revendiquée — et Les luttes et les rêves. Une histoire populaire de la France de 1685 à nos jours (Michelle Zancarini-Fournel, 2016), qui abordent tous deux l'histoire « par en bas », c'est-à-dire par le prisme des classes populaires et des dominés.

### Démarche socio-historique et centralité des relations de domination
Il s'en distingue toutefois, ainsi que le revendique l'auteur, par le recours à la socio-histoire et la mobilisation des travaux de Karl Marx, Norbert Elias et Pierre Bourdieu, ainsi que par sa volonté de ne pas faire l'histoire des dominés, mais plutôt celle des relations de domination, c'est-à-dire des « relation[s] sociale[s] entre les dominants et les dominés » — deux catégories aux contours mouvants, tant les classes populaires peuvent elles-mêmes être traversées par des rapports de domination (par exemple entre Français et étrangers),,,. Gérard Noiriel s'attache ainsi aux confrontations entre dominés et dominants, à l'évolution du regard porté par les seconds sur les premiers et à la réappropriation de ce regard par les classes populaires, dans une perpétuelle dialectique,,. La perspective choisie par l'historien découle notamment de ce qu'il est critique de l'invisibilisation qu'il perçoit de la cause des classes populaires, résultat de la multiplication des discours identitaires et mémoriels se focalisant sur des dominations particulières (dont il ne nie pas l'existence) qui donnent naissance à des « histoires féministes, multiculturalistes ou postcoloniales »,,.
Les historiens Dominique Kalifa et Xavier Vigna, qui saluent respectivement « un livre dense, très informé, souvent très juste » et un ouvrage « qui rend intelligible un processus séculaire particulièrement complexe et qui arme ses lecteurs pour comprendre et agir dans notre présent », regrettent toutefois une histoire surplombante, qui s'attache aux structures et aux mécanismes de domination sans jamais ou presque relater le point de vue et le ressenti des populations dominées, pourtant objets de travaux académiques,.

### Rôle de l'historien
Le choix d'un récit à la première personne, avec une écriture « claire et dynamique » (Cyprien Mycinski dans Études), sans note de bas de page — les auteurs dont les travaux sont évoqués sont brièvement cités au fil du texte —, est salué comme instrument d'une vulgarisation accessible au grand public,. Gérard Noiriel souligne quant à lui qu'Une histoire populaire de la France dans sa version livresque se double d'une démarche d'éducation populaire au travers de son engagement associatif, sous la forme de restitutions scéniques de ses travaux,.
L'histoire de France proposée par Gérard Noiriel vise également, dans la lignée d'autres ouvrages académiques tels que l'Histoire mondiale de la France dirigée par Patrick Boucheron et parue en 2017, à répondre aux instrumentalisations réactionnaires de l'histoire par des essayistes ou polémistes, tels qu'Éric Zemmour,,.

### Politique et échos contemporains
Plusieurs historiens soulignent l'aspect éminemment politique de l'ouvrage, par la place centrale qu'y occupe la lutte des classes et la récurrence de la mise en opposition des conceptions de la démocratie représentative et directe, ainsi que par les nombreux échos au présent dont recèle l'ouvrage, lesquels deviennent plus explicites dans sa conclusion : celle-ci analyse l'absence totale des classes populaires dans la vision de l'histoire de France qui transparaît dans le livre-programme d'Emmanuel Macron Révolution et elle appelle à « replacer la question sociale au centre du débat public »,,.
Quelques mois après la publication de l'ouvrage naît le mouvement des Gilets jaunes, dans lequel Gérard Noiriel voit une illustration de la pertinence de la conclusion de sa première édition ; il intègre son analyse du mouvement et de sa perception politico-médiatique à la deuxième édition de son Histoire populaire de la France, sous forme de postface,.

## Éditions
- Gérard Noiriel, Une histoire populaire de la France : De la guerre de Cent Ans à nos jours, éditions Agone, 19 septembre 2018, 829 p. (ISBN 9782748903010).
- Gérard Noiriel, Une histoire populaire de la France : De la guerre de Cent Ans à nos jours, éditions Agone, 19 novembre 2019, 832 p. (ISBN 9782748904321).

## Adaptations
L'ouvrage a été adapté par Gaston, Lisa Lugrin et Clément Xavier sous la forme d'une bande dessinée en deux tomes, publiés aux éditions Delcourt en 2021 et 2022,.